# Adelboden
Adelboden (im einheimischen Dialekt: [ˈad̥əlˌb̥od̥ə]) ist eine politische Gemeinde und ein Dorf im Verwaltungskreis Frutigen-Niedersimmental des Kantons Bern in der Schweiz. Adelboden ist ein bekannter Tourismusort für Wintersport.

## Geographie
Adelboden liegt im Westen des Berner Oberlands, am Ende des Engstligentals, das bei Frutigen ins Kandertal mündet. Adelboden liegt auf 1350 m ü. M., der höchste Punkt des Gemeindegebiets ist der Grossstrubel mit 3242 m ü. M., der tiefste Punkt liegt im Bereich Pochtechessel bei der Einmündung des Otterebachs in die Engstlige auf 1045 m ü. M. Die Vegetation ist subalpin und alpin: die Hänge sind oft bewaldet, die Plateaus und Terrassen dienen als Alpweiden.
Der Hauptteil des Orts liegt auf einer nach Süden gerichteten Terrasse über dem Engstligental. Zur Gemeinde gehören aber auch die Bäuerten Ausserschwand, Boden, Gilbach, Hirzboden und Stiegelschwand.
Die markantesten Berge sind Lohner (3048 m ü. M.), Tschingellochtighorn (2735 m ü. M.), Steghorn (3146 m ü. M.), Wildstrubel (3242 m ü. M.), Fitzer (2458 m ü. M.), Tschenten (2025 m ü. M.; mit Bergbahn) und Gsür (2708 m ü. M.).

### Klima
Für die Normalperiode 1991–2020 betrug die Jahresmitteltemperatur 6,3 °C, wobei im Januar und Februar mit −1,2 °C die kältesten und im Juli mit 14,5 °C die wärmsten Monatsmitteltemperaturen gemessen wurden. Im Mittel sind hier rund 135 Frosttage und 33 Eistage zu erwarten. Sommertage gibt es im Jahresmittel rund 8, während im langjährigen Schnitt alle 5 Jahre ein Hitzetag zu verzeichnen ist. Die Messstation von MeteoSchweiz liegt auf einer Höhe von 1321 m ü. M.
|                        | Jan  | Feb  | Mär  | Apr  | Mai  | Jun  | Jul  | Aug  | Sep  | Okt  | Nov  | Dez  |   |       |
| Mittl. Temperatur (°C) | −1,2 | −1,2 | 1,9  | 5,2  | 9,2  | 12,6 | 14,5 | 14,3 | 10,6 | 7,2  | 2,4  | −0,3 | ⌀ | 6,3   |
| Mittl. Tagesmax. (°C)  | 2,8  | 3,3  | 6,7  | 10,3 | 14,3 | 17,9 | 19,8 | 19,4 | 15,6 | 12,1 | 6,6  | 3,7  | ⌀ | 11,1  |
| Mittl. Tagesmin. (°C)  | −4,7 | −5,0 | −2,1 | 0,7  | 4,6  | 8,1  | 10,0 | 10,0 | 6,7  | 3,5  | −0,9 | −3,8 | ⌀ | 2,3   |
|                        |      |      |      |      |      |      |      |      |      |      |      |      |   |       |
| Niederschlag (mm)      | 88   | 76   | 81   | 85   | 135  | 140  | 166  | 152  | 100  | 88   | 87   | 105  | Σ | 1303  |
|                        |      |      |      |      |      |      |      |      |      |      |      |      |   |       |
| Sonnenstunden (h/d)    | 2,9  | 3,5  | 4,3  | 4,8  | 5,0  | 5,6  | 5,9  | 5,5  | 4,9  | 3,8  | 2,8  | 2,5  | ⌀ | 4,3   |
|                        |      |      |      |      |      |      |      |      |      |      |      |      |   |       |
| Regentage (d)          | 10,2 | 9,9  | 10,8 | 11,4 | 14,2 | 14,3 | 14,0 | 13,5 | 10,6 | 10,2 | 10,0 | 11,2 | Σ | 140,3 |
|                        |      |      |      |      |      |      |      |      |      |      |      |      |   |       |
| Luftfeuchtigkeit (%)   | 68   | 68   | 69   | 70   | 74   | 75   | 75   | 77   | 79   | 76   | 73   | 70   | ⌀ | 72,9  |

| −4,7 |

| −5,0 |

| −2,1 |

| 0,7 |

| 4,6 |

| 8,1 |

| 10,0 |

| 10,0 |

| 6,7 |

| 3,5 |

| −0,9 |

| −3,8 |

| −4,7 |

| −5,0 |

| −2,1 |

| 0,7 |

| 4,6 |

| 8,1 |

| 10,0 |

| 10,0 |

| 6,7 |

| 3,5 |

| −0,9 |

| −3,8 |

## Geschichte

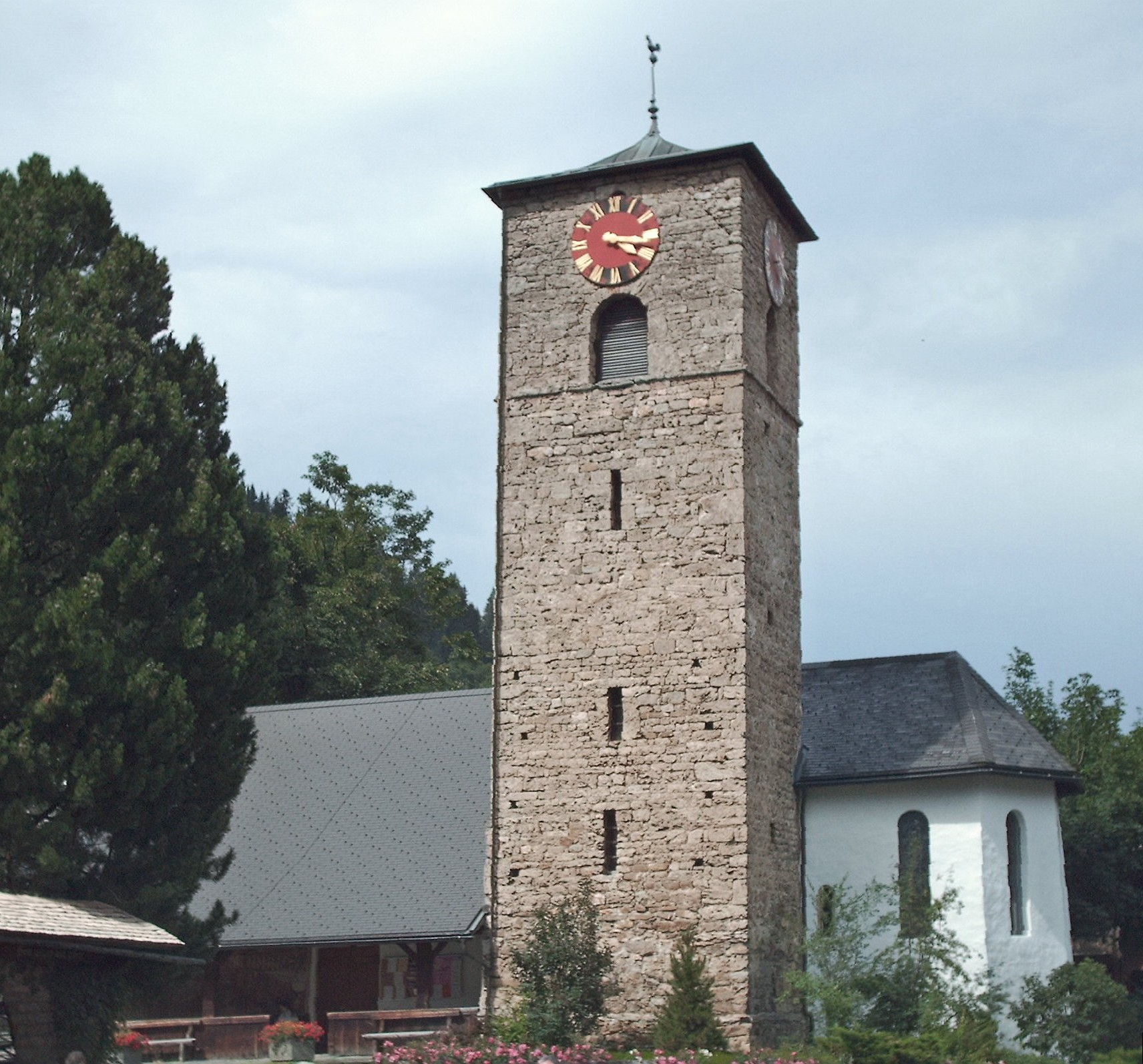
Dorfkirche von 1433

Adelboden, Schlittschuhläufer:innen 1905

Adelboden, Ortsgesamtansicht 1905

Der heutige Gemeindename erschien 1409 (im Thal Adelboden) und kommt wohl von der Pflanzenbezeichnung Adelgras ‹Alpenrispengras (Poa alpina)›, dessen Vorderglied mit dem Gattungswort boden ‹tiefer gelegenes, flaches Land, Talgrund, Bergterrasse› verbunden wurde. Schon ab 1350 ist für die Ortschaft der Name Wald belegt, bis in die erste Hälfte des 20. Jahrhunderts wurde das Dorf auch Kilchschwand, Innerschwand oder (bis heute) einfach Schwand genannt, was auf die Lage in einer durch Rodung entstandenen Lichtung hinweist.

Luftbild von Werner Friedli, 1949

Die zu Adelboden gehörenden Alpen Engstligenalp und Silleren wurden im 13. Jahrhundert erstmals erwähnt. Die Bewohner des Engstligentals wurden als Waldleute bezeichnet. Die Adelbodner bauten im Jahr 1433 auf eigene Kosten eine Kirche, und 56 Hausväter bürgten für das Gehalt des Pfarrers. Im 16. Jahrhundert schloss sich Adelboden der Reformation an, der katholische Pfarrer floh über den Hahnenmoospass ins weiterhin katholische Freiburgerland.
Bis ins zwanzigste Jahrhundert gab es in Adelboden keinen geschlossenen Dorfkern, das Dorf bestand aus Streusiedlungen in den Bäuerten Hirzboden, Bonderle, Boden, Stiegelschwand, Innerschwand (auf dem Gebiet des heutigen Dorfkerns) und Ausserschwand. Der einzige Weg nach Frutigen führte hoch oben auf der rechten Talseite entlang. Die kleinbäuerliche Bevölkerung lebte von Viehzucht und Milchwirtschaft und zog im Jahreslauf vom Tal auf die Alpen und zurück – noch in den 1920ern hatten die zwei reichsten Bauern von Adelboden je gerade acht Kühe im Stall. Ein häufiger sehr bescheidener Zusatzverdienst war das Anfertigen von Streichholzschachteln, woran die armen Familien einschliesslich Kinder bis spät in die Nacht arbeiteten.
In der Mitte des 19. Jahrhunderts kam es durch Missernten und Tierseuchen zu grosser Not, und in der Folge wanderten viele Adelbodner aus.
1873 wurde die erste Fremdenpension gebaut, das heutige Hotel «Hari» im Schlegeli. 1884 war die neue Zugangsstrasse entlang der Engstlige fertig, 1887 entstand das Hotel «Wildstrubel» und bald darauf weitere Hotels, zuerst nur für Sommerbetrieb. 1901 führte das «Grandhotel» als erstes eine Wintersaison ein, und in den folgenden Jahren führte der Tourismus zu einem markanten Anwachsen der Bevölkerung. In den 1930ern wurde die Seilbahn auf die Engstligenalp gebaut.

## Bevölkerung
| Jahr      | 1764  | 1850  | 1900  | 1910  | 1930  | 1950  | 1960  | 1970  | 1980 | 1990  | 2000  | 2010  | 2020  |
| Einwohner | 1'051 | 1'513 | 1'564 | 2'163 | 2'417 | 2'873 | 2'881 | 3'326 | 3276 | 3'347 | 3'634 | 3'563 | 3'324 |

### Sprachen
Sprache ist Deutsch, genau genommen Adelbodetütsch, einer der höchstalemannischen Ortsdialekte des Berner Oberländischen.

### Konfessionen
Die Mehrheit der Bevölkerung von Adelboden gehört der evangelisch-reformierten Kirche an: Am 31. Dezember 2019 waren 2'435 (72,6 %) der 3'352 Einwohner reformiert.
Daten zu anderen Religionsgemeinschaften (neben der evangelisch-reformierten Kirche) wurden letztmals bei der Volkszählung im Jahr 2000 erhoben:
Damals waren 16,4 % der Bevölkerung von Adelboden Mitglied einer protestantischen Freikirche, 5,9 % waren Katholiken und 1,0 % Orthodoxe Christen. 2,0 % gehörten nichtchristlichen Religionen an (darunter mit 1,9 % mehrheitlich Muslime), während 1,9 % konfessionslos waren.
Das Frutigland ist eine der Berner Regionen, in denen protestantische Freikirchen eine wichtige Rolle spielen. Zu den Freikirchen in Adelboden zählen die Heilsarmee, Gemeinde für Christus, die Pfingstgemeinde und die Freie Missionsgemeinde Adelboden.

## Politik
Legislative ist die zweimal jährlich stattfindende Gemeindeversammlung. Exekutive ist der Gemeinderat mit neun Mitgliedern, die alle ehrenamtlich tätig sind. Gemeinderatspräsident ist Willy Schranz-Hari (EDU, Stand 2024), Gemeindepräsident Roger Galli-Burn.
Bei den Nationalratswahlen 2023 betrugen die Wähleranteile in Adelboden (in Klammern die Veränderung im Vergleich zu den Wahlen 2019 in Prozentpunkten): SVP 42,18 % (−2,57), EDU 26,78 % (+4,69), glp 7,81 % (+0,40), SP 6,21 % (+0,97), EVP 6,06 % (+0,78), Mitte 3,32 % (−1,89), FDP 2,94 % (−1,25), Grüne 2,59 % (−0,22), SD 0,09 % (−0,06).

## Wirtschaft
In Adelboden herrscht eine Mischung aus Landwirtschaft, Gewerbe (Baufirmen, Mineralquelle Adelbodner Mineral) und Tourismus vor. Arbeitsstellen gibt es im Gastgewerbe (ca. 490 Personen), anderen Dienstleistungen (ca. 500 Personen), Baugewerbe (ca. 310 Personen), Autogewerbe (ca. 30 Personen), bei der Mineralquelle (ca. 45 Personen) und in der Landwirtschaft (Vollerwerb ca. 45 Personen).

### Landwirtschaft

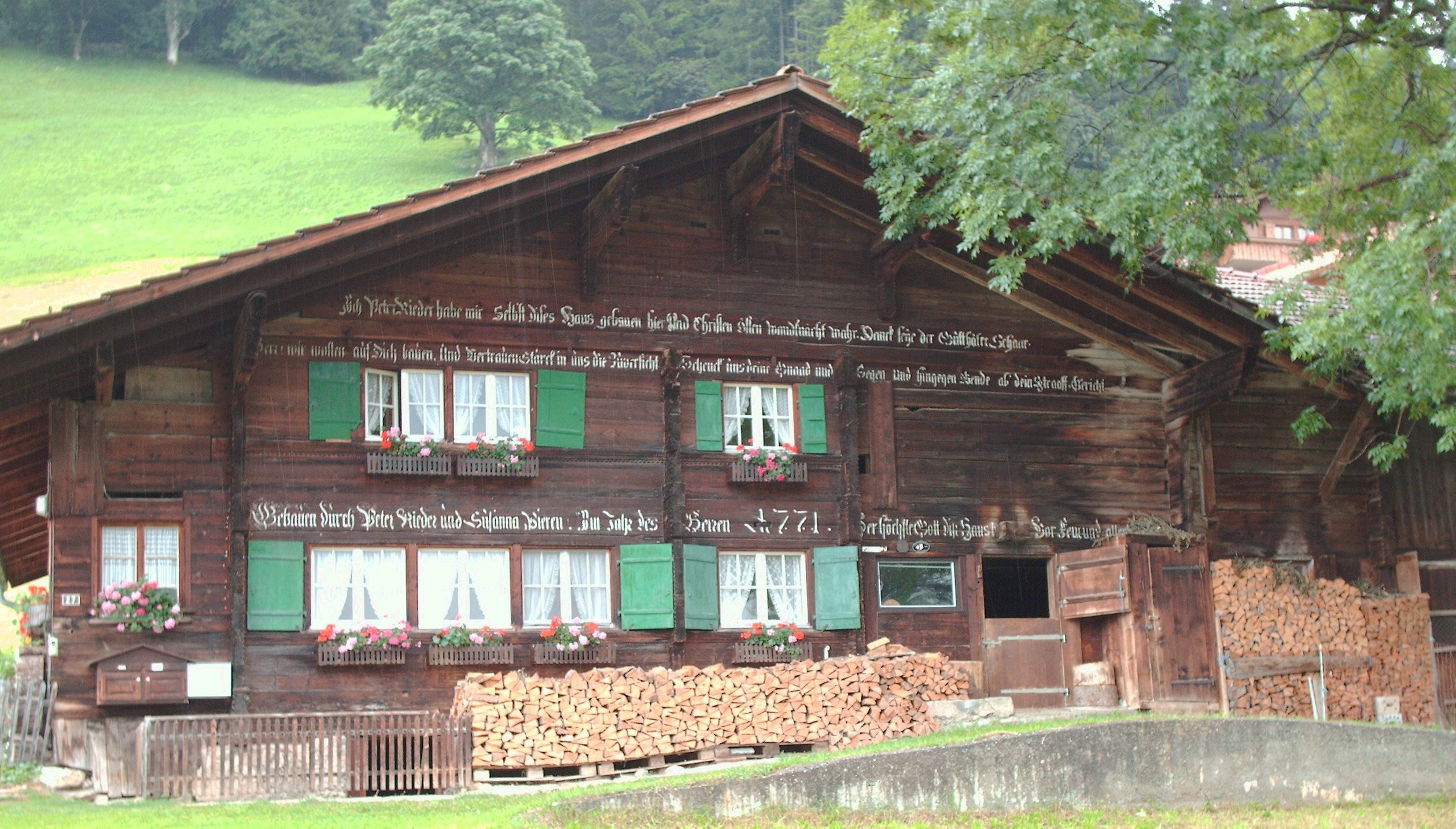
Bauernhaus von 1771 in Adelboden Ausserschwand

Adelboden hat auch heute noch viele Landwirtschaftsbetriebe, hauptsächlich Viehzucht und Milchwirtschaft, wobei die Mehrheit der Bauern auch noch einem Nebenerwerb nachgeht. Es gibt 3000 Stück Rindvieh in der Gemeinde, die den Sommer mehrheitlich auf den zahlreichen zur Gemeinde gehörenden Alpen wie Silleren, Engstligenalp oder Furggi verbringen. Die Kuhrechte dieser Alpen sind sehr begehrt und die Alpen sind, im Gegensatz zu anderen Gegenden, alle bewirtet. Auf den Alpen wird Berner Alpkäse hergestellt, ein Hartkäse, der nach zwei Jahren Lagerung als Hobelkäse bezeichnet wird. Er wird grösstenteils direkt an Private verkauft, teilweise auch in örtlichen Restaurants und Läden – ausserhalb von Adelboden ist er nicht erhältlich.

### Tourismus

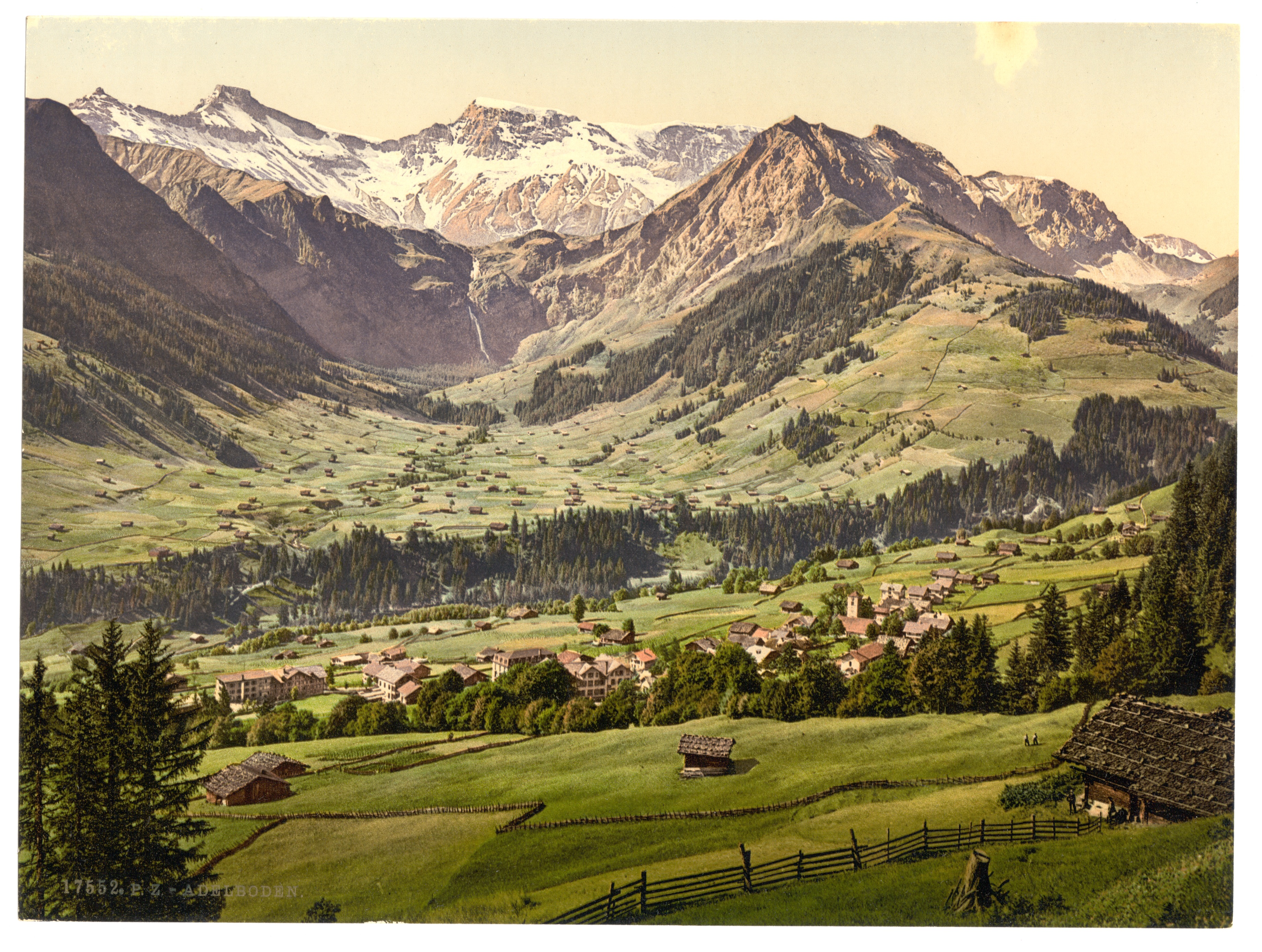
Adelboden um 1900
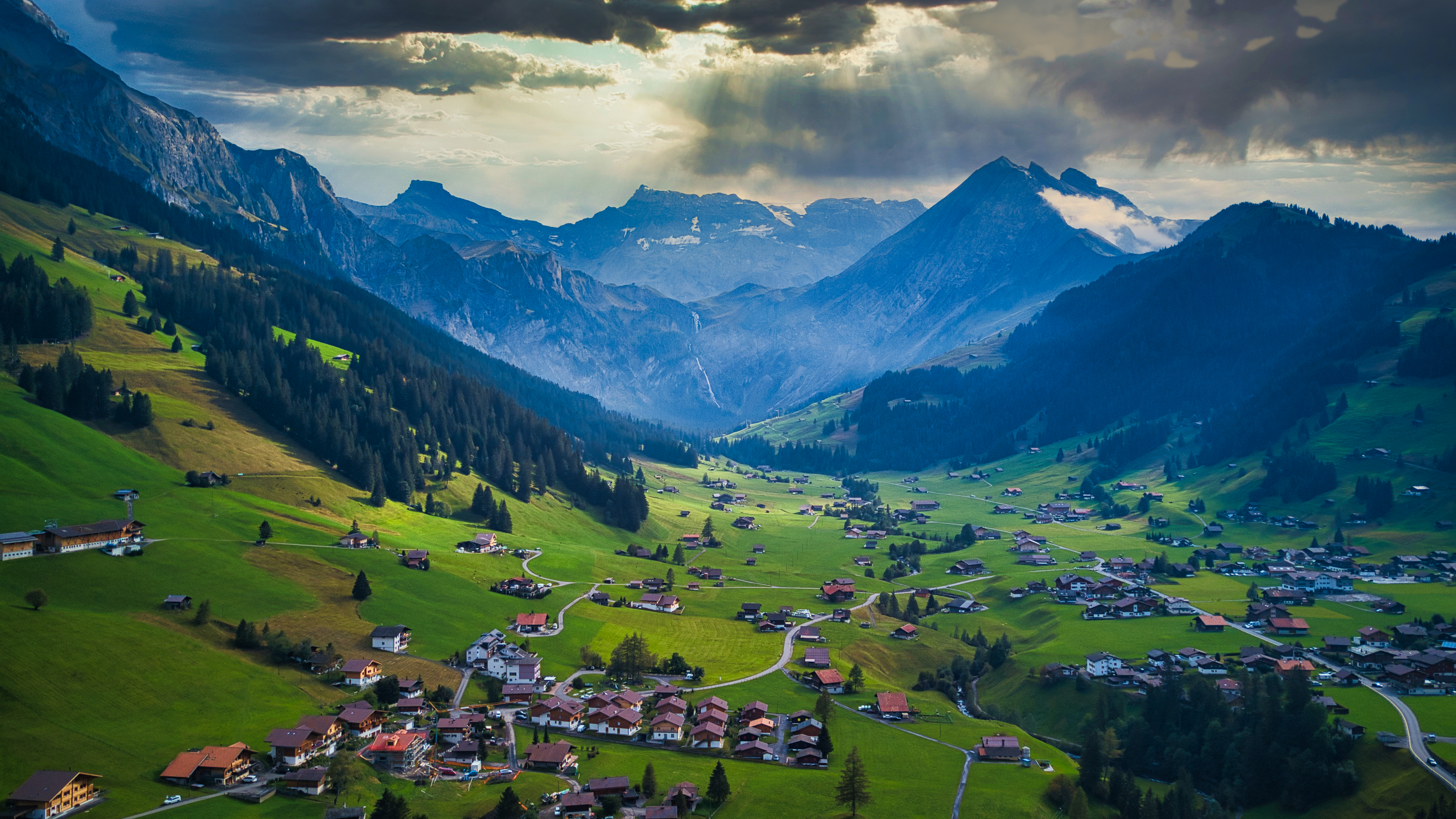
Adelboden Richtung Engstligenalp
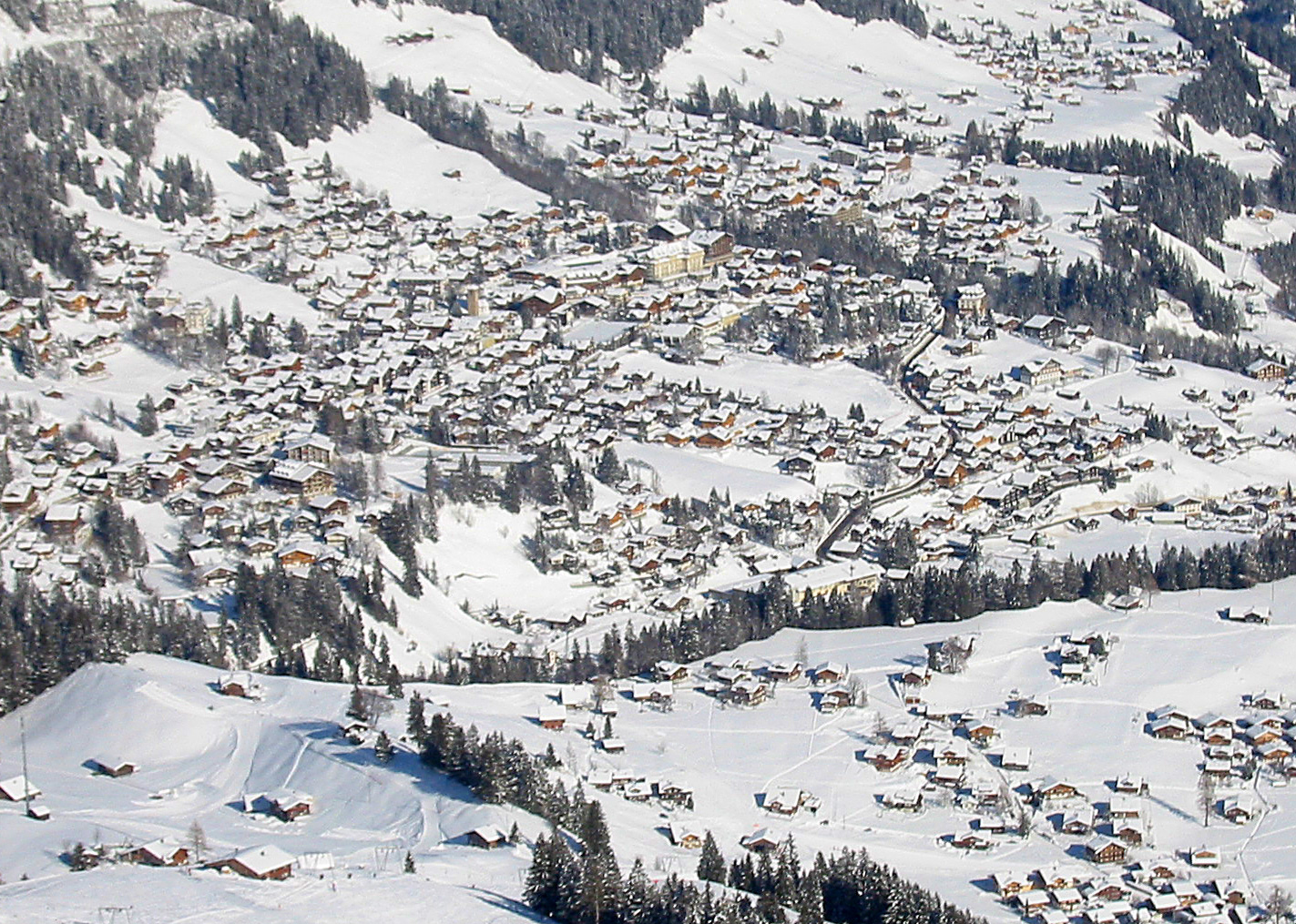
Adelboden im Winter vom Chuenisbärgli aus gesehen

In Adelboden gibt es 24 Hotels mit 1291 Betten, 800 Ferienwohnungen mit 10'000 Betten, 28 Gruppenunterkünfte mit 830 Betten, 3 Campingplätze und 40 Restaurants. Besonders für einen Schweizer Ferienort ist, dass gleich drei Hotels dem VCH – Verband Christlicher Hotels angehören und zusammen 25 % der Hotelbetten und 33 % der Übernachtungen stellen.
Im Sommer gibt es 300 km Wanderwege, vom Spaziergang bis zum alpinen Klettersteig. Zahlreiche Bergbahnen führen in die Höhe. Zusätzliche Angebote bestehen in Form von Mountainbike-Routen, Flugzeug-Modellbau, Gleitschirm-Fliegen, Tennis-Plätzen, Wellness-Angeboten und anderem.
Am 9. Juli 2005 wurde Adelboden als erster Alpiner Wellness-Urlaubsort der Schweiz zertifiziert.
Die Skiregion Adelboden-Frutigen-Lenk umfasst 56 Transportanlagen mit mehr als 170 km Pisten aller Schwierigkeitsgrade, einschliesslich der Weltcup-Riesenslalom-Piste auf dem Chuenisbärgli. Dazu gibt es 23 km Langlaufloipen, 74 km Winterwanderwege und die Freizeit- und Sportarena, eine Eissportanlage mit einem Eisfeld für Eishockey, Eiskunstlauf und Eisstockschiessen, einer separaten Eishalle mit 4 Curling-Rinks, einer Kletterhalle mit Boulderraum, einer Bowlinganlage sowie einem Restaurant. Weiter ist das «Kuonisbergli» (Chuenisbärgli) in Adelboden seit 1956 einer der Austragungsorte des FIS Skiweltcups.
In Adelboden befindet sich mit dem Pfadfinderinnenzentrum Our Chalet eines der vier Weltzentren der World Association of Girl Guides and Girl Scouts.
Als touristisches Markenzeichen von Adelboden gilt das Mundartlied «Vogel-Lisi», das in den 1950er Jahren in Adelboden entstand. Nach dem Lied sind viele Dinge in Adelboden benannt.

### Verkehr
Adelboden liegt am Ende einer Sackgasse, es gibt also keinen Durchgangsverkehr. Ins Tal von Adelboden gelangt man von Spiez (Autobahn A6 von Bern) oder Kandersteg (Autoverlad von Wallis/Italien) auf der Hauptstrasse in Richtung Frutigen–Adelboden.
Die Kantonsstrasse von Frutigen nach Adelboden wurde 1884 mit der Brücke Hoher Steg über die tief eingeschnittene Engstlige fertig erstellt und im 20. Jahrhundert weiter ausgebaut. Sie ersetzte die einspurige alte Adelbodenstrasse, die teilweise steil und kurvenreich östlich der Engstlige nach Adelboden führte und noch heute vor allem für Anwohner als Zufahrtsweg in Gebrauch ist. Die neue Strasse wurde nach Frutigen westlich der Engstlige durch ein steiles Hanggebiet der Niesenkette angelegt, das von Steinschlag, Murgängen und Lawinenniedergängen betroffen ist. Mit hohen Stützmauern, Steinschlagnetzen, Lawinenverbauungen, Brücken und dem Lintertunnel wurde die Strasse vor Naturgefahren weitgehend geschützt. Im Winter 1999 wurde die Strasse durch Lawinenniedergänge 13 Tage und im Januar 2018 durch einen Murgang 3 Tage unterbrochen.
Frutigen ist eine Station der Lötschberglinie. Von dort aus gibt es in der Regel stündliche Verbindungen der Autoverkehrsgesellschaft Frutigen-Adelboden (AFA). Adelboden hat zahlreiche Bergbahnen und lokale Buslinien nach Ausserschwand, Stiegelschwand und Boden-Unter dem Birg(-Engstligenalp). Zu Fuss kann man von der Engstligenalp (Bergbahn) via Chindbettipass zum Gemmipass und ins Wallis gelangen, über den Hahnenmoospass (Bergbahn) ins Simmental oder über die Bunderchrinde ins Kandertal.

## Kultur

### Dorfkirche
Die spätgotische Dorfkirche mit Fresken aus dem 15. Jahrhundert ist auch ausgestattet mit Glasfenstern von Augusto Giacometti aus dem Jahr 1936.

### Dorfarchiv
Das Dorfarchiv Adelboden wurde 2008 eröffnet. Die Stiftung Dorfarchiv Adelboden bezweckt, Dokumente und Datenträger in Zusammenhang mit dem Dorf Adelboden der Öffentlichkeit zugänglich zu machen. Die jährliche Publikation «Adelbodmer Hiimatbrief» (Adelbodner Heimatbrief) erschien erstmals 1947 und dokumentiert die ältere und neuere Geschichte Adelbodens, das einheimische Volksgut und die örtliche Mundart. Die bisher erschienenen «Hiimatbriefe» sind seit April 2025 digitalisiert zugänglich.

### Musik
- Internationales Kammermusik-Festival «Swiss Chamber Music Festival»
- Alpines Ländlertreffen Engstligenalp (letzter Sonntag im August)

### Schulen
In Adelboden gibt es Primarschule, Realschule und Sekundarschule. Die verschiedenen Regionen des Dorfes haben alle ein eigenes Schulhaus. Die Schulhäuser sind in Ausserschwand, Boden, Dorf und Hirzboden.
Im Dorf gibt es die verschiedenen Oberstufen, die in Sekundarschule und Realschule unterteilt sind. Zudem gibt es ein Schulhaus nur für Schüler der Primarschule. Schüler mit guten Leistungen können von der Sekundarschule direkt an das Gymnasium in Thun gehen. Für das Studium wird die Universität Bern bevorzugt.

## Landschaftliche Sehenswürdigkeiten

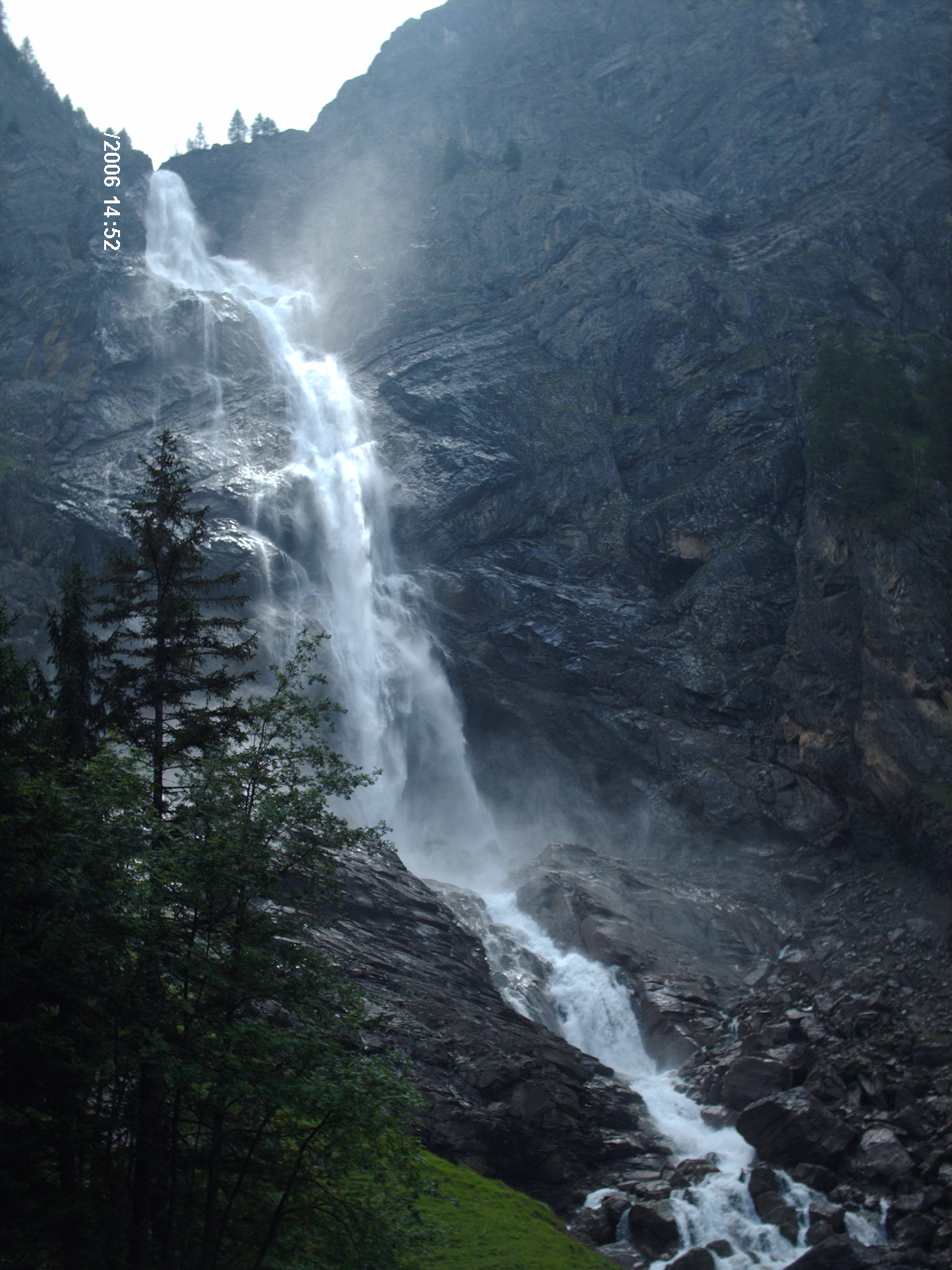
Unterer Engstligenfall

- Engstligenfälle: die Engstlige stürzt nahezu 400 m in die Tiefe. Beim Alpaufzug im Sommer, ziehen 350 Kühe und Rinder neben dem Wasserfall auf dem schmalen Saumpfad durch die Felswand nach oben.
- Engstligenalp: Hochebene auf 2000 m Höhe, rollstuhlgängiger Rundweg
- Cholerenschlucht: tief eingeschnitten, begehbar
- Chuenisbärgli, gilt als schwierigste Riesenslalompiste des Alpinen Skiweltcups, 2005/06 neu gebaute Sesselbahn mit Bergstation, Bergrestaurant
- Furggi, höchstgelegene Alp
- Tschentenalp, Hausberg von Adelboden, mit direkter Sicht auf den Wildstrubel
- Tschingellochtighorn, charakteristischer Berg auf Höhe der Engstligenalp

### Auengebiete
Auf dem Gebiet von Adelboden gibt es seit 2003 drei geschützte Auengebiete von nationaler Bedeutung:
- Engstligenalp (alpine Schwemmebene), No. 1352
- Hornbrügg, am Ende des Gilbachtals (subalpine Flussaue), No. 323
- Lochweid, im hinteren Teil des Tschententals (montane Flussaue), No. 324

## Persönlichkeiten
- Carlo Pellegrini (1866–1937), Maler, tätig in Genf und Adelboden
- Alfred Bärtschi (1890–1976), Schweizer Lehrer, Heimatforscher und Herausgeber des Adelbodenbuchs
- Carmen Mory (1906–1947), Gestapo-Agentin während des Zweiten Weltkrieges
- Emil Schmid (1908–1992), Jurist, Bundesrichter
- Fritz Tschannen (1920–2011), Skispringer
- Willy Klopfenstein (1921–2002), Skispringer
- Jakob Aellig (1922–2007), Autor und Herausgeber des Heimatbriefs von Adelboden
- Fred Rubi, (1926–1997) Skirennfahrer, Kurdirektor, Gemeindepräsident und SP-Nationalrat
- Frieda Dänzer (1930–2015), Skirennfahrerin
- Josy Doyon-Hofstetter (1932–2011), Bergbäuerin und Schriftstellerin
- Margrit Fankhauser (* 1935), evangelisch-reformierte Pfarrerin und Autorin
- Hildi Hari-Wäfler (1935–2022), Heilsarmee-Offizierin und Autorin
- Niklaus Künzi (1936–2022), Professor für Züchtungslehre
- Christian Bärtschi (* 1939), Pädagoge, Autor, Kolumnist und Mitherausgeber Heimatbrief
- Konrad Hari (* 1940), Hotelier und EVP-Grossrat
- Adolf Rösti (* 1947), Skirennfahrer
- Annerösli Zryd (* 1949), Skirennfahrerin
- Monika Germann (* 1954), Skilangläuferin
- Erwin Josi (* 1955), Skirennfahrer (Abfahrt)
- Peter Aellig (* 1956), Skirennfahrer (Slalom) und Landwirt
- Urs Bärtschi (1957–2025), Eishockeyspieler und -trainer
- Erwin Burn (* 1957), Bauingenieur, Unternehmer und EDU-Grossrat 1994–2011
- Jürg Zimmermann (* 1957), Medizinchemiker und Erfinder des Krebsmedikaments Glivec[27]
- Hans Pieren (* 1962), Skirennfahrer, Unternehmer und FIS-Renndirektor
- Hans Burn (* 1965), Behinderten-Skisportler
- Andrea Zryd (* 1975), Politikerin (SP)
- Marlies Oester (* 1976), Skirennfahrerin
- Konrad Hari (* 1978), Skirennfahrer
- Tanja Pieren (* 1978), Skirennfahrerin
- Karin Maurer (* 1980), Gleitschirmpilotin
- Chrigel Maurer (* 1982), Gleitschirmpilot (mit Meistertiteln und Rekorden)
- Gebrüder Schmid, Skipioniere (Peter, Sepp, Hans, Christian und Albert)
- Jakob Schwarz (* 1966), EDU Grossrat